# Internet na Coreia do Norte
A Coreia do Norte, segundo a organização Repórteres Sem Fronteiras, é o único país do mundo onde o acesso à Internet é restrito, sendo autorizado a alguns participantes do governo norte-coreano (porém, há uma Intranet). Fazendo a Coreia do Norte ser um dos países mais isolados do mundo, limitando o acesso da população à informação externa. Embora exista uma rede de telefonia pública, a população não conta com acesso a banda larga, somente através de Internet via satélite está disponível, porém oferendo velocidades máxima de 492Kbits/s de download e 400kbit/s de upload, fazendo uma missão difícil o contrabando de satélite em terminais no país. O acesso a Internet via satélite na Coreia do Norte é efetuado em smartphones, lan houses e em hotéis da capital do país, Pyongyang.
Estimativas sugerem que o número de usuários que acessam a Internet na Coreia do Norte não passa de alguns milhares de indivíduos, sendo em sua maioria funcionários do governo e estrangeiros. Outra alternativa de acesso é através da rede 3G de celulares que foi sendo implementada no país, e contemporaneamente o 4G.

## Acesso ao conteúdo na Coreia do Norte
Mesmo com certos obstáculos proporcionados pelo governo, ainda assim é possível acessar a rede de computadores em alguns casos através de links para a China, sendo que até o ditador Kim Jong-Il disse que gosta muito de navegar na net.
Estrangeiros, entre turistas e jornalistas, também possuem acesso a Internet nos hotéis onde são hospedados e em lan houses específicas, o acesso ocorre somente através de computadores pertencentes ao governo norte-coreano. Porém o acesso pode ser ampliado em determinadas situações, como ocorreu durante o 65° aniversário do Partido dos Trabalhadores da Coreia, onde o acesso foi ampliado permitindo o uso de computadores pessoais dos jornalistas para a cobertura do evento, todavia somente dentro da Agência Central de Notícias da Coreia.

### Sites
No ano de 2010, muitos antigos endereços reservados para hospedagens de sites foram registrados por companhias ligadas diretamente ao governo de Pyongyang. Cerca de 1024 endereços antigos foram registrados. Mesmo com o aumento de endereços para o uso na Coreia do Norte, o país conta, em quase a totalidade dos acessos, de servidores fora do país para enviar informações ou hospedar páginas. Dos poucos servidores localizados na Coreia do Norte, muito poucos são acessíveis por computadores de fora do país, mesmo que a partir de 2010 o acesso as páginas norte-coreanas no estrangeiro tivesse aumento significativo. 
É possível acessar uma versão em inglês e uma versão em espanhol da Agência Central de Notícias da Coreia. O endereço de IP é registrado por uma companhia norte-coreana chamada Star Joint Venture.
Existem cerca de 30 sites (como o http://www.uriminzokkiri.com e o http://www.kcckp.net/en Arquivado em 28 de agosto de  2010, no Wayback Machine.) que são geridos pelo governo norte-coreano. Outros 43 sites com apoio ao governo norte-coreano, segundo a polícia sul-coreana, tem servidores localizados em outros países. O relatório da polícia afirma esses sites incentivam atitudes hostis contra a Coreia do Sul e os países ocidentais e retratam a Coreia do Norte de forma positiva. De acordo com o jornal sul-coreano The Dong-a Ilbo os seguintes sites norte-coreanos estão hospedados em outros países:
- Joseon Tongsin: um dos sites da Agência Central de Notícias da Coreia está atualmente hospedado no Japão;
- Guk jeonseon: o nome do site em coreano significa "canais entre nações" e fica localizado também no Japão;
- Unification Arirang: o site fica hospedado na China, a palavra coreana Arirang é uma referência a uma canção folclórica tradicional coreana;
- Tongsin Minjok: hospedado nos EUA, o nome do site significa "grupo ético nacional"). Também nos EUA ficam localizados outros doze sites pró-Coreia do Norte incluindo o Korea Network.[9]

## Kwangmyong
A Kwangmyong (em coreano significa "brilhante") é uma rede interna de computadores de âmbito nacional na Coreia do Norte e foi inaugurada no ano 2000 e seu acesso é feito através de Acesso discado. A rede pode ser acessada através de navegadores (como por exemplo o Mozilla Firefox, Internet Explorer, Google Chrome), além de possuir serviços de e-mail, Grupo de notícias e um motor de busca próprio.
A Kwangmyong é disponível à população norte-coreana que não possui privilégios de acessar a Internet. Mantido pelo governo, a rede é um serviço gratuito e concebido para uso doméstico. A rede não possui nenhuma ligação direta e indiretamente com a rede mundial, evitando assim o contato da população a fontes externas de informação. A Kwangmyong pode ser considerada uma forma de censura pois não permite o acesso de informações indesejáveis aos seus usuários.
A rede é alimentada por páginas da Internet que são processadas, seu conteúdo analisado e previamente censurado, antes de serem disponíveis aos usuários, possibilitando a visita de páginas sem nenhuma informação considerada desagradável. Ela é acessível dentro das grandes cidades norte-coreanas, estradas, alguns pequenos municípios, além de universidades e grandes organizações industriais e comerciais.
O conteúdo da rede é bastante similar do que é encontrado na Internet, só que bem mais simples. A Kwangmyong possui páginas com informações sobre política, economia, descobertas científicas e atividades culturais, além de fornecer acesso a troca de informações entre universidades, instituições de ensino norte-coreanos e agências governamentais. As páginas baixadas da Internet para a Kwangmyong possui maior parte de seu conteúdo sobre conhecimento científico.

## Transações Comerciais
Mesmo com a censura há a possibilidade de efetuação de negócios pela Internet com a Coreia do Norte, porém das poucas transações que ocorreram, boa parte aconteceu entre empresas asiáticas diretamente com o governo norte-coreano. A Associação de Futebol da Coreia do Norte, representante da Seleção Norte-Coreana de Futebol, antes de sua participação na Copa do Mundo de 2010, na África do Sul, comprou equipamentos e uniformes para o mundial através da Internet, após perder seus uniformes após um amistoso contra a Seleção Venezuelana de Futebol. A seleção não possui nenhum contrato ou acordo comercial com nenhuma marca de roupas esportivas.
Em 2002, alguns norte-coreanos, em colaboração com uma empresa sul-coreana, criaram um site de jogos de azar com segmentação para clientes sul-coreanos (porém o jogo de azar e suas partidas online são proibidas na Coreia do Sul), mas o site não vingou e foi encerrado. Em 2007, a Coreia do Norte criou a sua primeira loja online, chamada de Chollima, através de uma joint venture com uma empresa chinesa não identificada.

## Atividades norte-coreanas na Internet
Em agosto de 2010, a BBC informou que uma agência contratada pelo governo norte-coreano abriu contas oficiais do governo no Youtube, Facebook e Twitter. Todas as contas são intituladas uriminzok ("nosso povo", em coreano). Tanto o Twitter quanto o YouTube estão apenas em coreano, porém a página no Facebook encontra-se inexistente. As mensagens no Twitter nada mais são que links que redirecionam para o site Uriminzokkiri onde são encontrados notícias e imagens. Entre as mensagens postadas estão links do ensaio sobre a reunificação coreana, pelo ditador Kim Jong-Il. A BBC reportou que "em uma mensagem recente no Twitter, a Coreia do Norte disse que o atual governo da Coreia do Sul era 'uma prostituta' dos EUA". Embora esta mensagem possa ser uma má tradução do coreano para o inglês. A conta no Twitter conta com aproximadamente 2,3 mil seguidores, sendo que muito improvável seja que algum desses perfis são de algum morador do país.
No YouTube, os vídeos postados pela Coreia do Norte são parte do material apresentado na TV estatal norte-coreana. Em outros vídeos, Hillary Clinton é chamada de ministro "de saia", o secretário de Defesa, Robert M. Gates, de "maníaco de guerra", enquanto o ministro da Defesa sul-coreano, Kim Tae-young é mostrado como um servil “cão que gosta de levar tapinhas de seu mestre americano”.
Entre alguns dos conteúdos nos sites oficiais, há uma imagem de um soldado dos EUA a perseguido por dois mísseis juntamente com vários outros desenhos, imagens e textos com muito sentimento anti-EUA e anti-Coreia do Sul.
A repercussão sobre a adesão do país as redes sociais foi relativamente observada, porém o próprio governo norte-coreana nega a participação no conteúdo publicado no Twitter, Facebook e YouTube, responsabilizando apoiadores do governos em outros países, como China e Japão. O principal objetivo do conteúdo postado pelos norte-coreanos é alcançar, de forma mais direta e abrangente, a população sul-coreana, além de ser uma possível resposta da Guerra psicológica proposta pelos dois países. O conteúdo das atividades e de sites norte-coreanos não são permitidos na Coreia do Sul, podendo receber uma advertência do governo por "conteúdo ilegal".